# パチスロ4号機一覧
パチスロ4号機一覧（パチスロ4ごうきいちらん）は、2007年9月まで遊技場に設置されていたいわゆる4号機までのパチスロ機の機種名の一覧である。パチスロ0号機から3号機についてはパチスロ0-3号機一覧を、2004年7月1日付けで改定された「遊技機の認定及び型式の検定等に関する規則」に基づいた検定を通過したパチスロ機（いわゆる5号機）についてはパチスロ5号機一覧を参照のこと。
- 表記は「機種名」（メーカー）の順とする。
- 五十音順掲載。
- メーカー名は現社名で表記。現在存在しないメーカーは発売時のメーカー名で表記。

注意：以下のタイトルは一般名詞や各社の登録商標とかぶることがあるので、リンクを作るときはリンク先の題名作りに特に留意してください！
| 目次 | 目次 | 目次 | 目次 | 目次 | 目次 | 目次 | 目次 | 目次 | 目次 | 目次 |
| ---- | ---- | ---- | ---- | ---- | ---- | ---- | ---- | ---- | ---- | ---- |
| わ   | ら   | や   | ま   | は   |      | な   | た   | さ   | か   | あ   |
|      | り   |      | み   | ひ   |      | に   | ち   | し   | き   | い   |
| を   | る   | ゆ   | む   | ふ   |      | ぬ   | つ   | す   | く   | う   |
|      | れ   |      | め   | へ   |      | ね   | て   | せ   | け   | え   |
| ん   | ろ   | よ   | も   | ほ   |      | の   | と   | そ   | こ   | お   |

## あ

### あ
- アイアンフック（サミー）
- アイスストーリー（オリンピア）
- アイムエンジェル・ブルー2（オリンピア）
- アイムエンジェル・ホワイト2（オリンピア）
- アウトロー（エレコ）
- アウルズフォレスト（マツヤ）
- アカヒゲ（パイオニア）
- アキンド（エマ）
- アクアマリン（大都技研）
- アクアリウム（マツヤ）
- アクアリオ（タイヨー）
- アクセルキャッシュ（アビリット）
- アステカ（エレコ）
- アステカリターンズR（エレコ）
- アステカレジェンドR（エレコ）
- アストロライナー7（山佐）
- アタナシア（バルテック）
- アダムスファミリー（IGT）
- あっぱれ迷探偵（平和）
- アドベンチャー（岡崎産業）
- アトランチスドーム（平和）
- アパッチA（パイオニア）
- アバロンD（パイオニア）
- アプサラス30（エイペックス）
- アペックスショット30（サミー）
- アラシ30（パイオニア）
- アラジン2エボリューション（サミー）
- アラジンA（サミー）
- アラジンマスター（サミー）
- アラジンマスターX（サミー）
- アラベスクR（山佐）
- アリマル（バルテック）
- アレキングB（藤商事）
- アレックス（アルゼ）
- アロットA（北電子）
- アングラーズクラブV（ネット）
- 安西ひろこの黄金の秘宝（ミズホ）
- アンジェリーヌ（タイヨー）
- アントニオ猪木自身がパチスロ機（平和ブロス）
- アントニオ猪木という名のパチスロ機（平和ブロス）

### い
- イーカップ（エレコ）
- イヴX（メーシー）
- イエティK（大都技研）
- イチゲキ（大都技研）
- 一撃帝王2（ロデオ）
- 一番太鼓（西陣）
- 一攫千金2（エマ）
- 一攫千金雅其の壱（エマ）
- イビルヘッド（タイヨー）
- イプシロンR（山佐）
- イミソーレ30（エマ）
- イレグイ（メーシー）
- インゴット（バルテック）
- インターコンチ（アルゼ）
- インディジョーズ2（ロデオ）
- インフィニティウォー（エマ）
- インベーダー2000（バルテック）

### う
- ウイリーチャンプ（大都技研）
- ウイリーチャンプV（大都技研）
- ウイルスショック（アルゼ）
- ウイニングポスト（IGT）
- ヴィンテージ30（ベルコ）
- ウインドフォース（アビリット）
- ヴェガMAX（ナコル）
- ウキウキモンキーM（マツヤ）
- 牛若と弁慶（アルゼ）
- 宇宙戦艦ヤマトA（サミー）
- 海一番R（山佐）
- 海人（エイペックス）
- 海人弐X30（エイペックス）
- 梅花月R（山佐）
- 梅松ダイナマイトウェーブ（ロデオ）
- ウルトラ200X2（ジェイピーエス）
- ウルトラキンタ（オリンピア）
- ウルトラセブン（サミー）
- ウルトラセブンファイナル2（サミー）
- ウルトラマン（サミー）
- ウルトラマン倶楽部ST（サミー）
- ウルトラマン倶楽部3（サミー）
- ウルフエムX（アルゼ）
- ウルマ30（山佐）
- ウンジャミ（エイペックス）
- ウンジャミ30（エイペックス）

ウインクル

### え
- エアロガイズ（アリストクラート）
- エイトマン（タイヨー）
- エイリアン（IGT）
- エイリヤンマニアックス（サミー）
- エージェント777（バークレスト）
- エキゾースト（平和）
- エクスカリバーS（ネット）
- エクストラセブン（岡崎産業）
- エクスプローラ（ベルコ）
- エコトーフ（ネット）
- エスプ（アルゼ）
- 江戸一番（タイヨー）
- エドノネズミ（アルゼ）
- エニイセブンA（アビリット）
- エニィセブンSP30（アビリット）
- NJCT（エレコ）
- エビゾー（IGT）
- Fキング2（SANKYO）
- Fクィーン1（SANKYO）
- FゴーストG（SANKYO）
- FゴーストS（SANKYO）
- F夏祭り（SANKYO）
- FフランケンS（SANKYO）
- MSガンダム（ラスター）
- M771（山佐）
- MVP30（山佐）
- MVPR30（山佐）
- エルエム（アビリット）
- エルドーラ7（ベルコ）
- エルドーラ730（ベルコ）
- エルビス（IGT）
- エルフドリーム1（JSI）

### お
- オアーゼ（パイオニア）
- オアシス（パイオニア）
- おいちょカバX（山佐）
- 黄金神G（オリンピア）
- 大江戸桜吹雪2（平和）
- オーシャンカップII（オリンピア）
- オーシャンブルー30（ナコル）
- オースティンパワーズ（IGT）
- オオガメラ（ロデオ）
- オオタコスロ2（エレコ）
- オートマティック（ベルコ）
- 大波30（バルテック）
- 大花火（アルゼ）
- 大花火30（アルゼ）
- オールセブン（アビリット）
- オールドバー（JSI）
- 沖エイサー30（エル・オペレーション）
- オキオウ30（パイオニア）
- 沖縄サイコ〜!－嵐（ネット）
- 沖縄サイコ〜!－嵐30（ネット）
- 沖縄チェリー（ネット）
- 沖縄チェリー30（ネット）
- おさるの超悟空（エレコ）
- お散歩天国（アビリット）
- 押忍!番長（大都技研）
- おそ松くん2（大一商会）
- お使い天国（アビリット）
- 男の浪漫（ラスター）
- 鬼浜爆走愚連隊（銀座・アビリット）
- 鬼武者3（ロデオ）
- お祭りマンボ30（アリストクラート）
- お見事!サブちゃん（オリンピア）
- オリエンタルII（アルゼ）
- オリンピアンプラザ（オリンピア）
- 俺の空（ロデオ）
- 温泉天国（ラスター）

## か

### か
- カーニバルナイト（アビリット）
- ガイアマックス（西陣）
- ガイキッズ（オリンピア）
- カイジ（ロデオ）
- 海賊（SANKYO）
- 海賊ガッポ（エイペックス）
- カイゾクショック（ネット）
- 回胴楼（バンガード）
- 海遊記（ベルコ）
- カウントダウンファイヤー（サミー）
- 花月（山佐）
- 火山（タイヨーエレック）
- カジノマスター（大東音響）
- カジマヤー30（アビリット）
- 旋風の用心棒R（ロデオ）
- カッセンジャー（イレブン）
- ガッツだ!!森の石松（エレコ）
- カッパッパ（サミー）
- 河童の湯7（山佐）
- 歌舞伎（サミー）
- 兜（パイオニア）
- 神龍2（サミー）
- ガメラ（ロデオ）
- ガメラハイグレードビジョン（ロデオ）
- カメレオン（ニイガタ電子）
- 仮面ライダー（サミー）
- 仮面ライダーV3（サミー）
- 華洛（マツヤ）
- カリオカ（エマ）
- カリユシ30（アビリット）
- ガルウィング（日活興行）
- ガンガン（大都技研）
- ガンガン30（大都技研）
- ガンズビート（タイヨー）
- ガンダム（ラスター）
- カントリークロウ（北電子）
- 乾杯RDII（ネット）
- 乾杯BLII（ネット）
- カンフーレツデン（山佐）
- カンフーレディ（山佐）

### き
- ギガゾーン（アビリット）
- ギガフィーバー（SANKYO）
- キキカイカイ（バルテック）
- キス（パイオニア）
- キタちゃんカントリー（北電子）
- キタノユ7（北電子）
- キタノユ777（北電子）
- 義太遊（マツヤ）
- キャッチミー500DX（ネット）
- キャッツアイ（サミー）
- キャットフィッシュS（ユニオンマシーナリ）
- キャメロット2（大都技研）
- ギャラクシーハンター（アルゼ）
- ギャルズマジック（サミー）
- ギャロップ（サミー）
- キャロルクラブ5（オリンピア）
- キャロルクラブ7（オリンピア）
- キャンディボールV（パイオニア）
- ギャンブラーリュウ（タイヨー）
- ギャンブルコンボ2（アルゼ）
- キューティーボム（エイペックス）
- 九龍（サミー）
- キュロゴス（山佐）
- 巨人の星（アリストクラート）
- 巨人の星2（アリストクラート）
- 巨人の星III（アリストクラート）
- キワメ（ラスター）
- キワメ30（ラスター）
- ギンガデンセツR（ラスター）
- ギンギン丸（ロデオ）
- キングアロー（パル工業）
- キングオブカリブ（アルゼ）
- キングオブキングパルサー・プレミアムバージョン（ニイガタ電子）
- キングオブザタイガー（北電子）
- キングオブザマハラジャ（タイヨーエレック）
- キングオブジャングル1（ラスター）
- キングオブファイア（三洋）
- キングガルフ（大東音響）
- キングキャッスル30（パイオニア）
- キングキャメル（サミー）
- キングシャーク2（オリンピア）
- キングジャック（岡崎産業）
- キングパルサー（山佐）
- キングパルサー30（山佐）
- キングパルサーエース（山佐）
- ギンシャリ（山佐）
- キンバリー30（パイオニア）

### く
- 空拳30（リックコーポレーション）
- グッドマン（岡崎産業）
- グッドマンM（岡崎産業）
- クライマックス（アルゼ）
- クライムナイト2（アルゼ）
- クラッシュ（ネット）
- クラフト（岡崎産業）
- クラブロデオT（ロデオ）
- クランキーコンテスト（アルゼ）
- クランキーコンテスト2（アルゼ）
- クランキーコンドル（アルゼ）
- グランシエル（アルゼ）
- グランドスラムX（マックスアライド）
- クリエーター7（北電子）
- クリエーター7S（北電子）
- グルクン（アビリット）
- グルクン30（アビリット）
- クレイジーシャーマンR（山佐）
- クレイジーチェリー（バークレスト）
- クレイジーレーサー（アルゼ）
- グレートアマゾン2（ネット）
- グレートザウルス（ネット）
- クレオパトラ（オリンピア）
- 紅蓮（パイオニア）
- グレンヒューズラムダ（タイヨー）
- クロスCT（NET）
- クロヒョウ（ラスター）
- グロリアハーツ（アルゼ）

### け
- K-1レバンナ（エレコ）
- ゲゲゲの鬼太郎（サミー）
- ゲゲゲの鬼太郎SP（サミー）
- ゲッターマウス（エレコ）
- ゲッターマウス2（エレコ）
- ケロケロパルサー2(山佐)
- ゲンジン7（マツヤ）

### こ
- コア（岡崎産業）
- 荒野のマンボウ（オリンピア）
- ゴーゴークリエーター2（北電子）
- ゴーゴージャグラー（北電子）
- ゴーゴージャグラーS30（北電子）
- ゴーゴージャグラーV（北電子）
- ゴーストショック2（サミー）
- ゴーストラッシュ（アルゼ）
- ゴールデンジャック（サミー）
- ゴールデンハンマーV（IGT）
- ゴールデンフリッパー（アルゼ）
- ゴールデンベル（ベルコ）
- ゴールデンベル「ベル4」（ベルコ）
- ゴールデンベル30（ベルコ）
- ゴールデンベル7（ベルコ）
- ゴールデンルーキー30（マックスアライド）
- ゴールド&ゴールド2002（オリンピア）
- ゴールドX（アルゼ）
- ゴールドXR（アルゼ）
- ゴールドアンドシルバー（北電子）
- ゴールド獣王（サミー）
- ゴールドセブン（ニイガタ電子）
- ゴールドチャンス（アビリット）
- ゴクウ（岡崎産業）
- ココパラダイス（エレコ）
- ゴシック（バンガード）
- ゴジラ2（サミー）
- コブラ2（オリンピア）
- ゴルゴ13（平和ブロス）
- コロンブス（大都技研）
- ゴング7A（ネット）
- コングダム（山佐）
- コンチ4X（アルゼ）
- コンチ4XZ（アルゼ）
- コンチ4XZ30（アルゼ）
- コンバットアームズ（タイヨー）

## さ

### さ
- サーカス3（北電子）
- サーカスDX（北電子）
- サーフトリップ（アルゼ）
- サイバードラゴン（山佐）
- サイバーミックス（メーシー）
- サイボーグ009（アビリット）
- サイボーグ009SP（アビリット）
- ザクザク千両箱R（山佐）
- サクセション（エレコ）
- サクラ（マックスアライド）
- さくらん坊将軍（バルテック）
- サザンコースト30（アビリット）
- ザ・ターミネーター（IGT）
- サハラ（ネット）
- サバンナパーク（サミー）
- サプライズ（ネット）
- サブライム（パイオニア）
- ザマジカルニンジャジライヤ（大都技研）
- サムライスピリッツS（メーシー販売）
- サラリーマン金太郎（ロデオ）
- サルカニ（ベルコ）
- さるかに711（ベルコ）
- サルカニガッセン（ベルコ）
- サルカニガッセン2（ベルコ）
- ザンガスI（大東音響）
- ザンガスII（大東音響）
- ザンガスSP1（大東音響）
- サンセットマリーン（オリンピア）
- サンダーバード（藤商事）
- サンダーバード3（藤商事）
- サンダーV（アルゼ）
- サンダーV2（アルゼ）
- サンペイ（サミー）
- サンペイR（サミー）
- 三勇士（アリストクラート）
- サンライズ（岡崎産業）

### し
- シークレットライセンス（アビリット）
- C51SP（パル工業）
- CCエンジェル（メーシー）
- ジーセブン（エレコ）
- ジーセブンX（エレコ）
- シーマスターX（山佐）
- ジーワンウイナーズ（タイヨー）
- シェイク（大都技研）
- ジェイズビクトリー（タイヨー）
- ジェットセットラジオ（ロデオ）
- シオサイ（パイオニア）
- シオサイ30（パイオニア）
- シオマール30（パイオニア）
- シオラー30（パイオニア）
- シティーボーイII（パイオニア）
- シノビ（アビリット）
- シベリアーナ（ミズホ）
- 島唄30（オリンピア）
- 島娘30（オリンピア）
- シマンチュ30（エイペックス）
- シマンチュR30（エイペックス）
- シムケンG（SANKYO）
- シムケンS（SANKYO）
- ジャイアン（マックスアライド）
- ジャイアントパルサー（山佐）
- ジャグラー（北電子）
- ジャグラーTM（北電子）
- ジャグラーV（北電子）
- ジャグラーガール（北電子）
- ジャズセブン（リックコーポレーション）
- ジャックポット（岡崎産業）
- ジャックポットIIA（岡崎産業）
- ジャックポットIII（岡崎産業）
- ジャパン2（サミー）
- ジャブジャブダイサクセン2（アビリット）
- ジャングルビート（ネット）
- 獣王（サミー）
- 十字架（ネット）
- 十字架600式（ネット）
- ジュエルマジック2（北電子）
- ジュピタークィーン2（オリンピア）
- 主役は銭形（平和）
- ジュラシック7（大東音響）
- シュリ30（タイヨーエレック）
- ジュリアン30（ネット）
- ジュリアンS30（ネット）
- ジュリアンに逢いたい30（ネット）
- 朱霊キッズ（マツヤ）
- 朱霊キッズ30（マツヤ）
- 賞金首（ネット）
- ジョーカー（オリンピア）
- ジョーカーズワイルド（IGT）
- ジョニー30（ネット）
- シリアスA（大東音響）
- シルバーブレッド（アルゼ）
- ジロキチ（アルゼ）
- ジングルベル（ネット）
- ジンジン30（ラスター）
- シンゾウ君（大一商会）
- シンドバッドST（ネット）
- シンドバッドアドベンチャーは榎本加奈子でどうですか（エレコ）

### す
- スーパーエッグ（IGT）
- スーパーエニィセブン（アビリット）
- スーパーエルドラード30（マックスアライド）
- スーパークルーズ（ベルコ）
- スーパーシオ30（パイオニア）
- スーパージャックポット（岡崎産業）
- スーパージャックポットV（岡崎産業）
- スーパースターダスト（オリンピア）
- スーパーチャンス（岡崎産業）
- スーパードラゴン（日活興行）
- スーパードラゴンα（日活興行）
- スーパーニクスDX（パイオニア）
- スーパーハナハナ30（パイオニア）
- スーパーピカゴロウ（山佐）
- スーパービンゴ（ベルコ）
- スーパービンゴ30（ベルコ）
- スーパーブラックジャック（ネット）
- スーパーヘビーメタルA（サミー）
- スーパーヘビーメタルR（サミー）
- スーパーヘビーメタルX（サミー）
- スーパーボンバー（マツヤ）
- スーパーモグモグ2（エレコ）
- スーパーリノ（山佐）
- スーパーリノ30（山佐）
- スーパーリノV（ニイガタ電子）
- スーパーリノX（山佐）
- スーパーレキオ30（山佐）
- スカイステーションDX（パイオニア）
- スカイステーションDX-30（パイオニア）
- スカルスカスリー（タイヨー）
- スカルヘッズ2（メーシー）
- スターゲートX（ラスター）
- スタージェミニ（エイペックス）
- スタースタジアム（タイヨー）
- スターブラスト（エマ）
- すっとこ珍道中（平和）
- ステーションシティ30（パイオニア）
- スティッキー5（アビリット）
- ストック奉公（ネット）
- ストリートキャッツS（SANKYO）
- ストリートファイター2（アリストクラート）
- スノーキー（平和）
- スノーキング（ロデオ）
- スノースター（タイヨー）
- SPY2（JSI）
- スパンキーII（大都技研）
- スパンキーウェーブ（大都技研）
- スピード（山佐）
- スピード30（山佐）
- スピードチェイサー（岡崎産業）
- スピンラック（IGT）
- スフィンクス（パル工業）
- スプラッシュセブン30（パイオニア）
- スペースウィング（サミー）
- スペースバニー（オリンピア）
- スペックA（オーイズミ）
- スリーバーズ（岡崎産業）
- スロッター金太郎（ロデオ）
- スロッティア（タイヨー）
- スロットパラダイスII30（ネット）
- スロットマン（ネット）
- スロット名人（バルテック）

### せ
- 関侯（山佐）
- 赤光の剣（アビリット）
- ゼット30（ネット）
- ゼットゴールド（ネット）
- ゼットゴールド30（ネット）
- セブン（IGT）
- セブンカーニバル（アビリット）
- セブンジャック（岡崎産業）
- セブンスナイパー（ラスター）
- セブンスヘブン30（ラスター）
- セブンスポットSS（アビリット）
- セブンダラーズ（ネット）
- セブンダラーズ2（ネット）
- セブンバー（アビリット）
- セブンバー30（アビリット）
- セブンボール（マックスアライド）
- セブンボンバーリターン（バルテック）
- セブンリーグ（山佐）
- センカン（マツヤ）

### そ
- ソードバトルA（ユニオンマシーナリ）
- ゾディアックα（タイヨー）
- ソレックス（アルゼ）
- それ行け!マンボウ（オリンピア）
- ゾロメ33-30（アビリット）
- そんなKABAな（山佐）

## た

### た
- ダークストライカー（SANKYO）
- ターゲットセブン（アビリット）
- ダービーボーイ（三洋）
- ターボ1000（山佐）
- ターミネーター（IGT）
- ダイアナストリート（オリンピア）
- タイガーマスクCR（IGT）
- タイガーマスク21（IGT）
- 大吉倶楽部（オリンピア）
- 大三元X（アビリット）
- ダイダイ30（バルテック）
- ダイナマイト（IGT）
- ダイナマイトキッズ30（マツヤ）
- ダイナマイトキッズR（マツヤ）
- ダイナワールド（エレコ）
- ダイノ2（北電子）
- ダイバーズXX（山佐）
- 大爆弾（メーシー）
- タイムクロスA（山佐）
- タイムパーク（山佐）
- 大ヤマトA（ビスティ）
- 大ヤマトS（ビスティ）
- タイヨーボウリング（タイヨー）
- 大漁（北電子）
- 宝船（平和）
- タコスロ（ミズホ）
- ダチョウ倶楽部（ダイドー）
- ダチョウ倶楽部G（ダイドー）
- タツジン（バルテック）
- タッチャブルズ（大都技研）
- ダブリベリー（大東音響）
- ダブルアップ（ベルコ）
- ダブルインパクト（ラスター）
- ダブルウルフVCT（NET）
- ダブルオーセブンSP（アビリット）
- ダブルオーセブンX（アビリット）
- ダブルエックス2（ネット）
- ダブルダイヤモンド（IGT）
- ダブルチャレンジ（ロデオ）
- ダブルチャンス（ベルコ）
- ダブルバー・ビッグウェーブ（山佐）
- ダブルフェイス（アリストクラート）
- ダブルボンバー（バルテック）
- 玉緒でポン!（サミー）
- 玉緒でポン!DX（サミー）
- タムタムA（山佐）
- タムタムR（山佐）
- タメタロー（リックコーポレーション）
- ダルマサン（パイオニア）
- だるま猫（アリストクラート）
- タロットマスターR（アルゼ）
- ダンクシュート2（アルゼ）
- タンゴブラザー（アビリット）
- ダンスナイト（IGT）

### ち
- チェリー12X（アルゼ）
- チェリーキューブ（バルテック）
- チェリートラベル（エマ）
- チェリーバー（エレコ）
- チェリッシュ（山佐）
- チバリヨオキナワ（ネット）
- チバリヨオキナワ30（ネット）
- チビ太だい（大一商会）
- チムドンドン（大都技研）
- チムドンドン30（大都技研）
- チャーリーズエンジェルFT（ロデオ）
- チャビーファンク（マックスアライド）
- チャンピオンカップA（アビリット）
- チュラシマX30（エイペックス）

### つ
- ツイスト（オリンピア）
- ツインサーファー（タイヨー）
- ツインズ（岡崎産業）
- ツインチェリーズ（アクト技研）
- ツインバーニング（藤商事）
- ツインバーニング2（藤商事）
- ツインバディ（マツヤ）
- ツーペアー（山佐）
- ツキヨノタカヒメS（ラスター）

### て
- ディーゾーン（エマ）
- ティーダ30（山佐）
- DH2（アルゼ）
- DJ（ECJ）
- DJブロー（ECJ）
- ディクダグ（オーイズミ）
- ディスクアップ（サミー）
- ディノベイダー（IGT）
- ディノベイダーB（IGT）
- デートライン銀河II（ラスター）
- デートラインテラ3（ラスター）
- デートラインペガサス（ラスター）
- デカダン（ネット）
- デカドンチャン2（アルゼ）
- デカナナ（ベルコ）
- デカナナ3（ベルコ）
- テキーラ（サミー）
- デコ（バンガード）
- デジ7（ベルコ）
- デジガムR（ベルコ）
- デジガムR30（ベルコ）
- デジスター（ベルコ）
- デジスピン（ベルコ）
- デジスロ7（ベルコ）
- デジスロ7L（ベルコ）
- デジスロ7L30（ベルコ）
- デジタルカウボーイ（ラスター）
- デジナナR（ベルコ）
- デジナナR30（ベルコ）
- デジフラッシュ（ベルコ）
- デスタストーム（アビリット）
- デストロイヤーXX（山佐）
- デスバレー（アビリット）
- 鉄拳R（山佐）
- 鉄拳X（山佐）
- デビューRD（ネット）
- デビルガール（タイヨー）
- デメキング（バルテック）
- デュエルドラゴン2（アルゼ）
- デュエルドラゴンR（アルゼ）
- デルソル2（エレコ）
- でるでる小僧（山佐）
- 天下布武（山佐）
- テング（パイオニア）
- 電撃あらっ太郎（アビリット）
- テンタクルズ（ミズホ）
- てんとう虫（ベルコ）
- てんとう虫R-30（ベルコ）

### と
- トゥインクルステージ（エレコ）
- トゥエンティーセブン（山佐）
- 闘神雷電花田勝（エレコ）
- トゥームレイダー（ビスティ）
- トーフ2（ネット）
- ドールデンダックIII（タイヨー）
- ドギージャム（エレコ）
- ドクターA7（山佐）
- とけび（マックスアライド）
- トコナツ（アスワン東京）
- ドッグアンドキャッツ2（北電子）
- ドッグファイト（ネット）
- ドットデルZ（バルテック）
- トップガン（ダイドー）
- ドミノLT（ネット）
- トムキャット（オリンピア）
- ドラキュラ（ネット）
- ドラキュラ7（ネット）
- ドラキュラ7DX（ネット）
- ドラキュラEX（ネット）
- ドラキュラRX（ネット）
- ドラゴンエース（日活興業）
- ドラゴンエースIII（日活興業）
- ドラゴンギャル（SNKプレイモア）
- ドラゴンクロス（岡崎産業）
- ドラゴンダイス（IGT）
- トラッド（岡崎産業）
- トラッドA（岡崎産業）
- トラッドA30（岡崎産業）
- トランダム（イレブン）
- ドリームセブンSP（アビリット）
- ドリームセブンアルファX（アビリット）
- ドリームセブンマックス（アビリット）
- トリガーゾーン（山佐）
- トリコロール96（IGT）
- トリコロールα（IGT）
- ドリセブジュニア（アビリット）
- トリックモンスター（オリンピア）
- トリップデビル（ネット）
- トリップデビル30（ネット）
- トリップデビルV（ネット）
- トリプルウィナー3（エレコ）
- トリプルクラウン（マックスアライド）
- トリプルクラウンII30（マックスアライド）
- トリプルクラウン-30R（清龍ゲームジャパン）
- トリプルクラウン-30S（清龍ゲームジャパン）
- トリプルクラウンIII（マックスアライド）
- トリプルクラウンA（ラスター）
- トリプルクラウンA30（ラスター）
- トリプルシューター（アリストクラート）
- トリプルセブンA（アビリット）
- トリプルチョイス（バルテック）
- トリプルライダー（サミー）
- トリモノチョウ（ベルコ）
- ドリルギャング（オリンピア）
- ドリルギャングL（オリンピア）
- トルナード（サミー）
- トレジャーハンター（大都技研）
- トロピコ30（JSI）
- ドロンジョにおまかせ（平和ブロス）
- ドンキホーテR（山佐）
- ドンチャン2（アルゼ）
- トンチャンのパチスロオレ主義（バルテック）
- ドンドンキング2（SANKYO）
- ドンドンハナハナ30（パイオニア）

## な

### な
- ナースファンタジー（オリンピア）
- ナイスデイワールド（オリンピア）
- ナイツ（山佐）
- ナイトジャスティス（エレコ）
- ナイトパークT（オーイズミ）
- ナイトパークTS30（オーイズミ）
- ナイトバーズ（ラスター）
- ナイトフォックス（バルテック）
- ナイルパニック（アビリット）
- ナイン（エレコ）
- ナナデチュウ7（ベルコ）
- ナナデチュウ730（ベルコ）
- 浪花桜吹雪（平和）
- 南国育ち（オリンピア）
- 南国育ち30（オリンピア）
- 南国物語（オリンピア）
- ナナカフェ（7cafe）（SANKYO）

### に
- 二代目五右衛門参上（ミズホ）
- ニトロ（IGT）
- ニューオルドバー（JSI）
- ニューシティボーイ（パイオニア）
- ニュー島唄30(オリンピア)
- ニュージャックポット（岡崎産業）
- ニュータイリョウ（北電子）
- ニューデートライン銀河（ラスター）
- ニュートラッド1（岡崎産業）
- ニューパルサー（山佐）
- ニューパルサーR（山佐）
- ニューパルサーRX（山佐）
- ニューパルサーT（山佐）
- ニュービッグパルサー（山佐）
- ニューフェニックス30（アビリット）
- ニューペガサスa（エマ）
- ニューペガサスa30（エマ）
- ニューペガサスL（エマ）
- ニューラッキーチャンス（岡崎産業）
- ニューワンダーセブン（高砂）
- ニライカナイ30（山佐）
- 忍者くん妖怪絵巻（エイペックス）

### ね
- ねぇ〜ねぇ〜島娘（オリンピア）
- ネイバル802（ネット）
- ネオ7L（ベルコ）
- ネオファラオゼッツ（山佐）
- ネオフルーツチャンス（山佐）
- ネオプラネットXX（山佐）
- ネオマジックパルサーXX（山佐）
- ネコde小判（アリストクラート）
- 熱叫スロ野球（アビリット）

### の
- 信長の野望 (IGT)

## は

### は
- ハードボイルド2（サミー）
- ハーレーダビッドソン（IGT）
- ハイエナ(バルテック)
- ハイサイ30(トロージャン)
- ハイパーラッシュ(山佐)
- ハイパーリミックス3(サミー)
- ハイハイシオサイ30(パイオニア)
- ハイビスカス(大一)
- ハイビ30(パイオニア)
- 破壊王（ラスター）
- バカラ（バルテック）
- バグジーX（ニイガタ電子）
- ハクション大魔王（サミー）
- バクチョウ（メーシー）
- バクニン（アビリット）
- 爆風（オリンピア）
- 爆裂王7（アリストクラート）
- 爆裂大相撲・紅（平和）
- 爆裂大相撲・紫（平和）
- 走れコウタロー（大一）
- バズーカショック6A（IGT）
- ハスラー（マックスアライド）
- バタッキー7（マツヤ）
- パチスロ大賞S（西陣）
- パチスロだよ黄門ちゃま（平和）
- パチスロ忍者ハットリくん（大一商会）
- パチスロ花満開（西陣）
- バッカス（北電子）
- ハットトリックA（岡崎産業）
- バッドボーイ（ダイドー）
- ハッピーチャンスA（岡崎産業）
- ハッピーマリブ30（パイオニア）
- バトルナイト（オリンピア）
- 花伝説（オリンピア）
- 花伝説30（オリンピア）
- ハナハナ30（パイオニア）
- バーサス（アルゼ）
- ハナビ（アルゼ）
- ハナビノオヤカタ（アルゼ）
- 花火百景E（エレコ）
- ハナフダ（SANKYO）
- 花浪漫30（タイヨー）
- パニックザウルス（山佐）
- バハマ（オリンピア）
- パピードッグ（大東音響）
- バブバブツインズ（バルテック）
- バブルボブルEX（バルテック）
- バベル（エレコ）
- ハヤカゲX（タイヨー）
- バラクーダX（ネット）
- パラサイトBT（弁慶）
- バラディ（パイオニア）
- バラディエンジェル（パイオニア）
- ハリケーン（メーシー）
- ハロウィンIIVCT（ネット）
- ハロウィンCT（ネット）
- ハロウィンSCT（ネット）
- ハローウイニング（アビリット）
- ハローサンタ（タイヨー）
- ハローサンタマシンガンバージョン（タイヨー）
- ハローサンタスーパートナカイバージョン（タイヨー）
- パワーゴリラ（パル工業）
- パワージャンプ（バルテック）
- パワーボム（パル工業）
- バンカーナイン（バルテック）
- ハンガロアA（タイヨー）
- 半蔵（ネット）
- バンバン（大都技研）
- バンバンダッシュ（大都技研）
- パンプクン（パイオニア）

### ひ
- ビーキッズクラブ（オリンピア）
- ビーキッズクラブ2000（オリンピア）
- ビーキッズクラブF（オリンピア）
- BC20000（サミー）
- ビーストサップ（エレコ）
- ビーチガール（オリンピア）
- ヒート（山佐）
- ヒートウェバー（ラスター）
- ビートザドラゴン（オリンピア）
- ビーナスセブン（オリンピア）
- ビーナスライン（オリンピア）
- ビーバーX（山佐）
- BBジャンキー7（マックスアライド）
- ビーマックス（アルゼ）
- ビーンズタウン（エマ）
- ビガー（パル工業）
- ビガーZ（エマ）
- ピカ吾郎（山佐）
- ピカゴロウ2（山佐）
- ピギー（岡崎産業）
- ビクトリーボム（サミー）
- ビッグアクション（アビリット）
- ビッグ&スモール（エマ）
- ビッグアンドベイビー（サミー）
- ビッグウインクルA（アビリット）
- ビッグウェーブ（山佐）
- ビッグシオ30（パイオニア）
- ビッグシオ・ジェンヌ30（パイオニア）
- ビッグショータイム（エイペックス）
- ビッグファイト（ユニオンマシーナリ）
- ビッグフット7（北電子）
- ビッグボーダー（ラスター）
- 必勝金閣寺物語（アビリット）
- ヒデキに夢中!!（オリンピア）
- 火の国25（アリストクラート）
- 火の国30（アリストクラート）
- ビバビア2（エマ）
- ビバライバル（SANKYO）
- 秘宝伝（大都技研）
- ヒャクマントン（タイヨー）
- 開け!!ゴマッ娘。（アビリット）
- ビリー・ザ・ビッグ（ネット）
- 美麗（バルテック）
- ピンクドルフィン30（JSI）
- ピンクパンサー（山佐）
- ピンクパンサー3（山佐）
- ピンクブー（マツヤ））
- ピンクベルR（ベルコ）
- ピンクホエール（マツヤ）
- ビンゴ（ベルコ）
- Bin貧神さま（サミー）

### ふ
- ファイアールーレットX（マックスアライド）
- ファイティング・ブル（エマ）
- ファイナルジャグラー（北電子）
- ファイナルバニー（オリンピア）
- ファイナルミッション（アルゼ）
- ファイヤーV-30（バンガード）
- ファイヤーエクスプレス（北電子）
- ファイヤーコング（オリンピア）
- ファイヤードリフト（サミー）
- ファイヤエレメント（エイペックス）
- ファウスト（山佐）
- ファニーサンタ（タイヨー）
- ファラオ（マックスアライド）
- ファンキーキャット2（オリンピア）
- ファンキーダイナマイト2（アルゼ）
- ファンキービートル（大東音響）
- ファンシーロックナイト（タイヨー）
- ファンファン（メーシー）
- V10（パル工業）
- フィフティーズ（サミー）
- 風神雷神（マックスアライド）
- ブーブーブロス2（タイヨー）
- フェニックス30（アビリット）
- 不二子2（平和）
- プチマーメイド（北電子）
- フュージョン（大都技研）
- フライングアイズVCT（ネット）
- フライングモモンガ（平和）
- ブラザーガウ（マツヤ）
- プラスアルファー30（ネット）
- プラズマアタック（アルゼ）
- ブラックエンジェルズ2（バルテック）
- ブラックジャック777（ネット）
- ブラックルシアンR（バルテック）
- フラワー天国T（オーイズミ）
- フラワー天国T30（オーイズミ）
- フラワーパラダイス（パイオニア）
- フリッパー3（ユニバーサル）
- プリティモー（パイオニア）
- ブルースカイ（オーイズミ）
- ブルースリーX（アビリット）
- ブルースリーXX（アビリット）
- フルーツギャング（アビリット）
- フルーツトリオCT（アビリット）
- ブルーファング（エイペックス）
- ブルーファング30（エイペックス）
- ブルーマリーンII（オリンピア）
- ブルーラグーン30（リックコーポレーション）
- ブルトクラット（ミズホ）
- ブルドッグ（IGT）
- ブルドッグボス（大都技研）
- フルフル（ラスター）
- プルメリア30（ニイガタ電子）
- プレイガールV（オリンピア）
- プレイガールクイーンII（オリンピア）
- ブレージングスピリット（バルテック）
- ブレットガールS（SANKYO）
- プレリュード2（バークレスト）
- フローズンナイツ（アルゼ）
- ブンブンブン（パイオニア）

### へ
- ベイビーエンジェル2（メーシー）
- ペガサスワープG（パル工業）
- ベガスガール（IGT）
- ペガッパ（エマ）
- ヘキサ2（大都技研）
- ベジタンV（パイオニア）
- ベジタン30（パイオニア）
- ベティ・ブープR（サミー）
- ベティ・ブープS（サミー）
- ヘラクレス（アルゼ）
- ベリーナイス（岡崎産業）
- ベルラッシュR（ベルコ）
- ベルラッシュR30（ベルコ）
- ペンギンパラダイス（山佐）
- ペンタゴン（ネット）
- 変なおじさん（ダイドー）

### ほ
- ポーカーゲーム（ネット）
- ホースシューR（山佐）
- ボーナスジャム30（ネット）
- ボーナスショップ（エレコ）
- ボーナスラッシュ（サミー）
- ホールインワン（山佐）
- 北斗の拳（サミー）
- 北斗の拳SE (Special Edition) （サミー）
- ポコリン（岡崎産業）
- ホットエリア（ニイガタ電子）
- ホットペッパー（IGT）
- ホットロッドクイーン（オリンピア）
- ポッパーキング（IGT）
- ポップンタップン（パイオニア）
- ポパイ（サミー）
- ボブ&ジョニー（タイヨー）
- ポリネシアンドリーム（デージー）
- ボルカノ2（アルゼ）
- ボルキャニックV-25（マックスアライド）
- ホワイトヒート（エマ）
- ホンテッドパーティ2（サミー）
- ボンバーパワフル（SANKYO）

## ま

### ま
- 麻雀物語2（オリンピア）
- マイマイN（山佐）
- マグニチュード（ラスター）
- マジカルポップス（山佐）
- マジックジャックR（アビリット）
- マジックスクエア（エマ）
- マジックストーリー（大東音響）
- マジックバー1（ベルコ）
- マジックバー30（ベルコ）
- マジックモンスター（オリンピア）
- マジョラン（北電子）
- マスターダック（タイヨー）
- マッカチンS（アリストクラート）
- マックスボンバー（サミー）
- マッコウ（エイペックス）
- マッスルトマト（IGT）
- マッドドクター（大都技研）
- マッハゴーゴーゴー（アリストクラート）
- 祭（サミー）
- 祭道楽（岡崎産業）
- 祭道楽30（岡崎産業）
- 祭の達人 ウィンちゃんの夏祭り（山佐）
- マニーハニー（マックスアライド）
- マネーゲーム（バルテック）
- マネーゲームビッグ（バルテック）
- マフィアX（タイヨー）
- 魔法のハイビスカス（パイオニア）
- マリーンバトル（ミズホ）
- マリーンバトルX（ミズホ）
- マリリン（IGT）
- マリンカーニバル（アリストクラート）
- マリンギャング（SANKYO）
- マリンパニック（アビリット）
- マリンパニック30（アビリット）

### み
- ミコシ（ラスター）
- ミコトV（バンガード）
- ミジンZ（バークレスト）
- ミスターギャング（北電子）
- ミスタードゥ（ユニバーサル）
- ミステリオ（パイオニア）
- ミステリオウノ（パイオニア）
- ミスホークS（JSI）
- 陸奥一番星（平和）
- 南風30（アクト技研）
- ミナミの帝王（バルテック）
- 宮本武蔵（アルゼ）
- ミラクル（岡崎産業）
- ミラクルボンバー30（アビリット）
- ミリオンゴッド（ミズホ）
- ミリオンシティEX（パイオニア）
- ミリオンシティRX（パイオニア）

### む
- ムーンライト（アビリット）
- 夢夢ワールドDX（SANKYO）

### め
- メイクエ（SANKYO）
- メガヒッツ30（アビリット）
- メガマックスR（山佐）
- メキシカンCT2（北電子）
- めざせドキドキ島（オリンピア）
- メジャーリーガー30（トロージャン）
- メタルスラッグ（SNKプレイモア）
- メフィスト（山佐）
- メロディナーレ（サミー）
- めんそーれ（エマ）
- めんそーれ30（エマ）

### も
- 猛獣王G（サミー）
- 猛獣王S（サミー）
- モーモーパラダイス（クリエイトツーワン）
- モグモグ風林火山（ネット）
- もっと!チバリヨ30（ネット）
- モボ・モガ（アクト技研）
- モモタロウLT（ネット）
- 桃太郎参上（アビリット）
- モリノイッチャンS（ユニオンマシーナリ）
- モンキーパラダイス（アリストクラート）
- モンキーマジック（ネット）
- モンテカルロ（IGT）
- モンローパニック（西陣）

## や

### や
- やじきた道中記X（ミズホ）
- 夜叉（マツヤ）
- 野獣R（ロデオ）

### ゆ
- 夕陽のガントンA（ヤーマ）
- ユニコーン30（マツヤ）
- ユニコーンSP（マツヤ）
- ユニバーサルモンスターズV（アビリット）

### よ
- 吉宗（大都技研）

## ら

### ら
- ライトアランプ（ミズホ）
- ライライゴクウ（エレコ）
- ラインズセブン（ネット）
- ラスベガス（オリンピア）
- ラッキーチェリー（岡崎産業）
- ラッキーチェリー30（岡崎産業）
- ラッキーチャンス（岡崎産業）
- ラッキーパレード（タイヨー）
- ラッキーボム（エイペックス）
- ラッキーリング（三協電子）
- ラトルスネーク（IGT）
- 乱打30（イレブン）
- ランドマーク（大都技研）

### り
- リアルボルテージ2（アルゼ）
- リオデカーニバル（ネット）
- リーガル7L（ベルコ）
- 力士7（マツヤ）
- リズムボーイズ（大東音響）
- リズムボーイズマスター（大東音響）
- リッチマン4（ラスター）
- リトルパイレーツ（オリンピア）
- リトルロック（オーイズミ）
- リニアフラッシュ30（オーイズミ）
- リボルバー（バークレスト）
- 流王30（マックスアライド）
- 龍宮物語X（エレコ）

### る
- ルーキーコップ（タイヨー）
- ルーツ（エイペックス）
- ルート66（オリンピア）
- ルクソール（サミー）
- ルパン（パイオニア）
- ルパン三世（平和）

### れ
- レインディア（バルテック）
- レインボークエスト（アルゼ）
- レーザー2（ベルコ）
- レースクィーン2（オリンピア）
- レキオ30（山佐）
- レジェンダ（北電子）
- レッツ（メーシー）
- レッツスパンキー（大都技研）
- レッドセブン30（ラスター）
- レッドナイトX（パイオニア）
- レッドメテオ（平和）
- レッドローズ（アビリット）
- 烈風30（ユニオンマシーナリ）
- レベルセブン（ネット）
- レンキン（サミー）

### ろ
- ロイヤルエース1（大東音響）
- ロイヤルセブンバー（アビリット）
- ロイヤルセブンバー30（アビリット）
- ロイヤルタカシーRT（アビリット）
- ロイヤルバー（サミー）
- ローズフラッシュ（パイオニア）
- ロカビリー（バルテック）
- 六地蔵X（エレコ）
- ロッキー（アビリット）
- ロッキー1-30（アビリット）
- ロッキー3（アビリット）
- ロッククライマー（ヤーマ）
- ロン（北電子）

## わ

### わ
- ワークスカーニバル（大東音響）
- ワードオブライツ（ミズホ）
- ワイルドウルフ（山佐）
- ワイルドバイキング（バルテック）
- ワイルドパンチ（リックコーポレーション）
- ワイワイパルサー2（山佐）
- ワッパーズ（サミー）
- ワニマル（バルテック）
- ワンダーキャット（大都技研）
- ワンダーセブン（アビリット）
- ワンダーフライ（パイオニア）
- ワンダーレオンX（タイヨー）
- ワンダーレビュー2（北電子）
- ワンタッチャブルF（サミー）
- ワンチャンス（アリストクラート）
- ワンバー1-30（ベルコ）
- ワンパクパルサー（山佐）
- ワンワンハウスA（大東音響）